# Maddalena penitente (Gregor Erhart)
La Maddalena penitente (Sainte Marie-Madeleine o Madeleine pénitente), nota in francese con il soprannome La Belle Allemande ("La bella tedesca"), è una scultura attribuibile a Gregor Erhart, uno scultore tedesco formatosi ad Ulma presso suo padre. L'opera venne realizzata molto probabilmente tra il 1510 e il 1520 ed è conservata nel museo del Louvre di Parigi.

## Storia

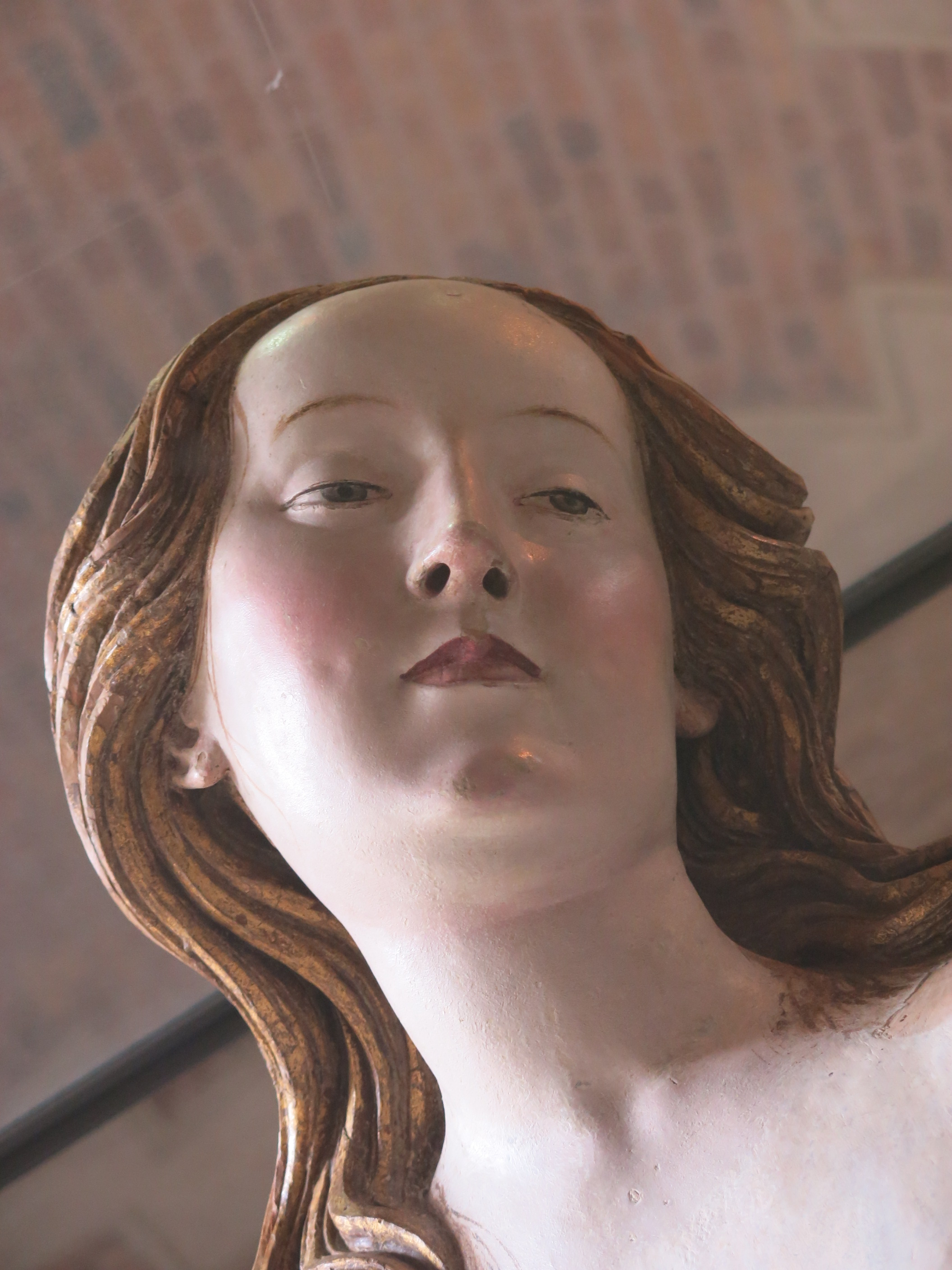
Particolare del volto.

La scultura proviene probabilmente dalla chiesa di Santa Maria Maddalena del convento dei domenicani di Augusta. Quest'opera apparteneva alla collezione di Siegfried Lämmle, che venne acquisita dal Louvre nel 1902 sulla base dell'eredità della signora  Émile Louis Sévène, nata Laure Eugénie Declerck. Durante l'occupazione nazista, la statua venne portata in Germania su richiesta di Hermann Göring, ma in seguito venne ritrovata e restituita al museo francese.

## Descrizione
Maria Maddalena era una peccatrice che visse all'epoca di Gesù e che si pentì delle proprie azioni, riunendosi ai discepoli di Cristo. Secondo la Legenda Aurea di Jacopo da Varazze, in seguito lei partì per la Provenza e passò il resto della sua vita coperta solo dai suoi capelli pregando nella grotta di Sainte-Baume, oggi un santuario. Ogni giorno veniva rapita dagli angeli per sentire i cori celesti.

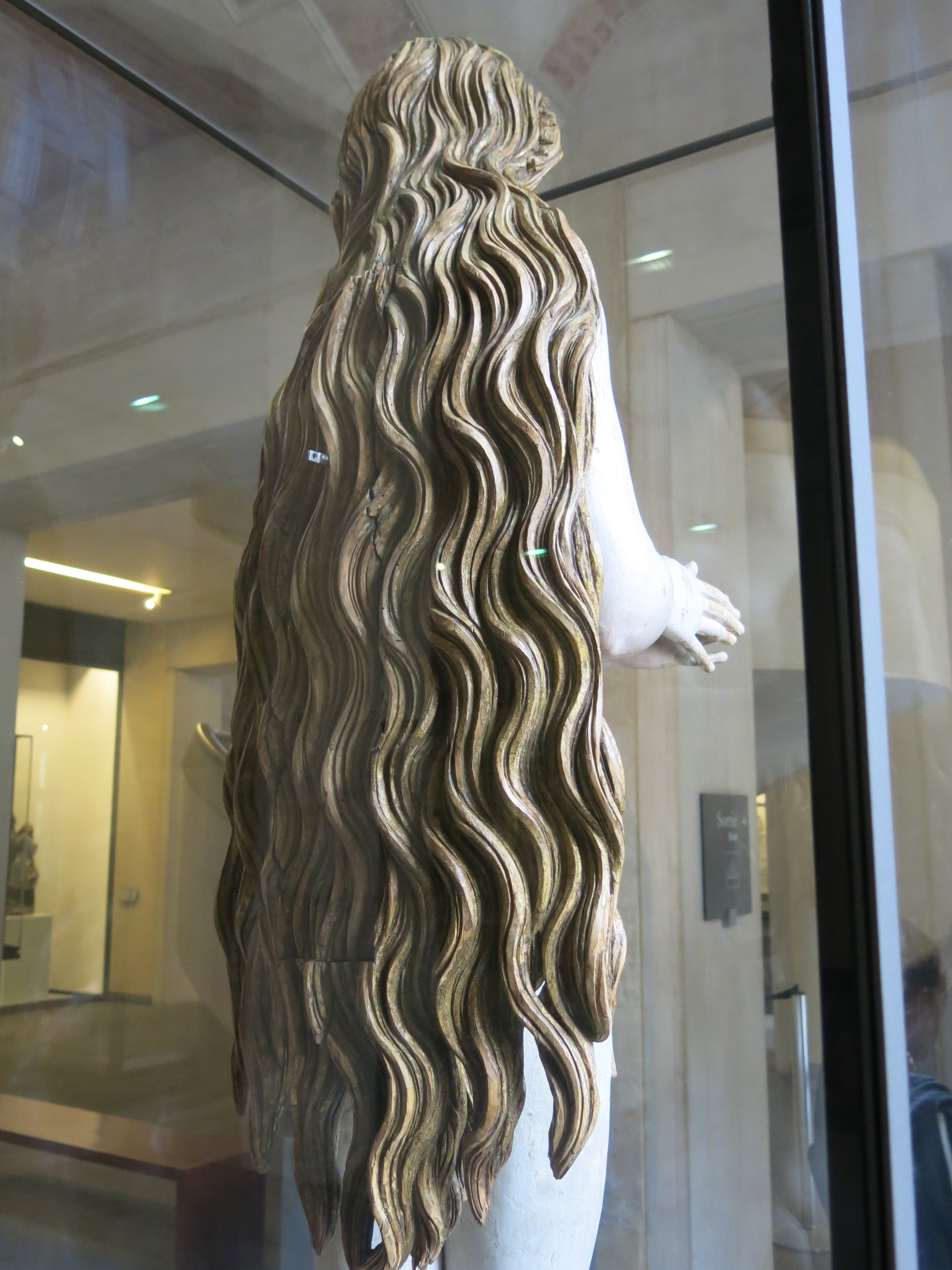
L'aggancio nella parte anteriore della statua.

La statua rappresenta Maria Maddalena nuda, avvolta soltanto dai capelli lunghi dai riccioli aurei. La statua è un legno di tiglio e la policromia è originale. Lo zoccolo e la parte anteriore dei piedi sono stati restaurati nel diciannovesimo secolo. L'opera lignea è a tutto tondo, ovvero può essere vista da tutti i lati, perché la schiena è scolpita tanto bene quanto la faccia. Nella parte anteriore si trova un dispositivo di aggancio che permetteva di appendere l'opera nella navata della chiesa. Originariamente dovevano essere presenti degli angeli che la circondavano, come in un'incisione dureriana che potrebbe aver ispirato la posa della santa.
La scultura presenta sia la grazia pacifica e la fisionomia dolce della tradizione della Germania meridionale che le forme femminili in fiore del Rinascimento in una posa che richiama il contrapposto. La Maddalena penitente si colloca quindi tra l'arte gotica e quella rinascimentale.